# 丁家牌楼
丁家牌楼位于湖南省衡阳市雁峰区黄白路，为乾隆帝为衡阳縣籍翰林院编修丁一焘的曾祖母所建的贞节牌坊，文化大革命中已被拆毁。但此地仍留“丁家牌楼”的地名，附近的衡阳市党校大门也因此常被误解为丁家牌楼。

## 历史
明万历年间，今雁峰区黄白路附近有丁氏显赫望族。族中有一丁氏妇，婚后一年丈夫便过世，丁氏妇怀有七月遗腹子。为了抚养婆母和遗腹子，丁氏妇没有随夫而去。丁氏妇守节八年，侍奉婆母，抚养幼子。直到八年后，婆母已经过世，儿子也有七岁，已经上学。丁氏妇才安心殉节而死，年仅29岁。
清乾隆二年（1737年），丁氏妇的曾孙丁一焘，考中二甲进士，授翰林院编修。为曾祖母丁氏妇向乾隆帝申请贞节牌坊，获批后。丁一焘于曾祖母墓侧建石坊，牌坊额为乾隆帝御赐，题“松柏节操”四字，此地自此得名“丁家牌楼”。
如今丁氏妇的墓已不存，牌楼也于文化大革命中拆除。《衡阳日报》记者2016年走访时，丁家牌楼贞节牌坊所在地现为一居民楼。

## 地名
- 丁家牌楼附近的社区被命名为“丁家牌楼社区”[3]。
- 丁家牌楼附近的集贸市场被命名为“丁家牌楼集贸市场”[4]。